# Burning at Both Ends
Burning at Both Ends è il terzo album studio della band statunitense Set Your Goals, uscito il 28 giugno 2011.
La canzone Start the Reactor è stata suonata dalla band in tour alla fine del 2010, prima della pubblicazione di una versione demo della canzone.
Il 4 maggio 2011, la band ha pubblicato su YouTube Exit Summer, annunciando la data di uscita per l'album e la tracklist.
Il 24 maggio 2011, i Set Your Goals hanno pubblicato il primo singolo estratto dall'album, Certain.

## Tracce
1. Cure for Apathy - 2:22
2. Start the Reactor - 2:42
3. Certain - 3:02
4. Happy New Year - 3:16
5. London Heathrow - 2:59
6. Trenches - 3:03
7. The Last American Virgin - 3:07
8. Exit Summer - 2:25
9. Unconditional - 3:26
10. Product of the 80's - 2:42
11. Raphael - 3:12
12. Illuminated Youth - 21:41
  - Not as Bad (hidden track)

Japanese Bonus track
1. Calaveras - 2:16